# Erioptera squalida
Erioptera squalida là một loài ruồi trong họ Limoniidae. Chúng phân bố ở miền Cổ bắc.